# Arrondissements de la Gironde

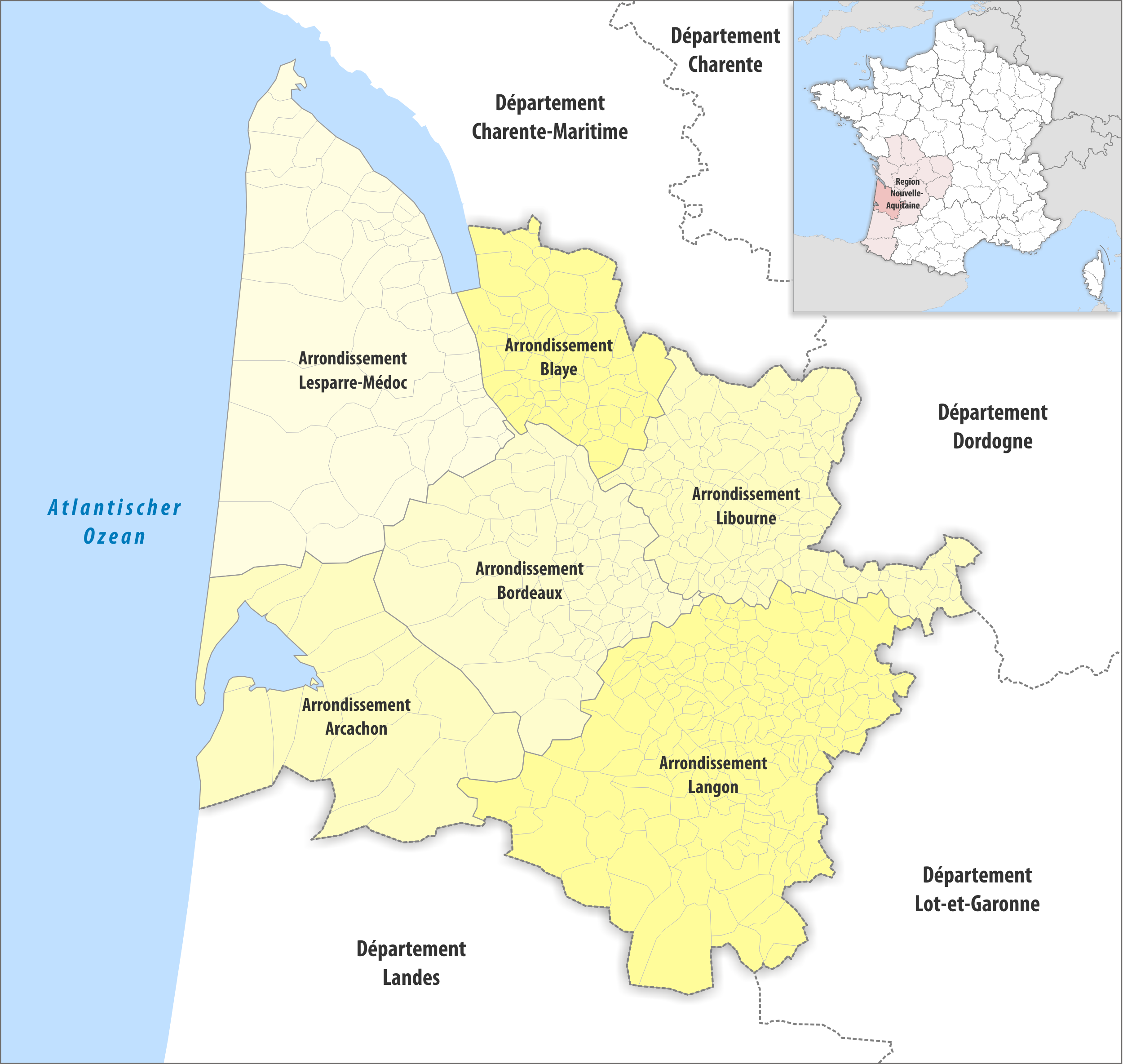
Les arrondissements de la Gironde en 2019.

Le département de la Gironde comprend six arrondissements.

## Composition
| Nom                              | Code Insee | Superficie (km2) | Population (dernière pop. légale) | Densité (hab./km2) | Modifier             |
| -------------------------------- | ---------- | ---------------- | --------------------------------- | ------------------ | -------------------- |
| Arrondissement d'Arcachon        | 336        | 1 469,80         | 165 013 (2022)                    | 112                | modifier les données |
| Arrondissement de Blaye          | 331        | 782,40           | 95 753 (2022)                     | 122                | modifier les données |
| Arrondissement de Bordeaux       | 332        | 1 521,80         | 1 027 237 (2022)                  | 675                | modifier les données |
| Arrondissement de Langon         | 333        | 2 644,30         | 134 929 (2022)                    | 51                 | modifier les données |
| Arrondissement de Lesparre-Médoc | 334        | 2 274,40         | 95 101 (2022)                     | 42                 | modifier les données |
| Arrondissement de Libourne       | 335        | 1 282,90         | 156 947 (2022)                    | 122                | modifier les données |
| Gironde                          | 33         | 10 725,00        | 1 674 980 (2022)                  | 156                | modifier les données |

## Histoire
- 1790 : création du département de la Gironde avec sept districts : Bazas, Blaye, Bordeaux, Cadillac, Lesparre, Libourne, La Réole
- 1800 : création des arrondissements : Bordeaux, Bazas, Blaye, Lesparre, Libourne, La Réole
- 1926 : suppression des arrondissements de Lesparre et La Réole
- 1926 : la sous-préfecture de Bazas est déplacée à Langon
- 1942 : restauration de l'arrondissement de Lesparre sous le nom d'arrondissement de Lesparre-Médoc
- 2006 : modification des limites des arrondissements de Blaye, Bordeaux, Langon et Lesparre-Médoc[2]
- 2007 : création de l'arrondissement d'Arcachon